# Stazione di Lambrugo-Lurago
La stazione di Lambrugo-Lurago è la stazione ferroviaria ubicata nel territorio comunale di Lambrugo sulla ferrovia Milano–Asso.
È gestita da FerrovieNord.
Nel 2005 la stazione ha registrato il transito di 203 275 viaggiatori, il 4,5% in meno rispetto al precedente biennio.

## Storia
Si trattava di una stazione con piazzale a due binari fino agli anni novanta, quando venne convertita a fermata impresenziata a singolo binario.

## Strutture e impianti
L'edificio viaggiatori rispecchia lo stile di molte altre stazioni della linea ferroviaria Milano–Asso.
I lavori per lo smantellamento della stazione hanno lasciato intatto il fabbricato viaggiatori, sigillando la vecchia biglietteria, ma preservando la sala d'attesa, che è dotata di una biglietteria automatica e di distributori automatici di merendine e bevande. La struttura è sorvegliata da telecamere a circuito chiuso.

## Caratteristiche
A differenza dei lavori eseguiti nella "sorella" Pontelambro-Castelmarte, con la riduzione da due a un solo binario negli anni novanta non è stato preso in considerazione il restauro della banchina d'attesa. Questa si estende per circa 220 metri con andamento non rettilineo. Il mancato restauro non ha portato l'altezza del livello della banchina dal piano dei binari agli attuali standard: risulta perciò molto scomoda la salita e la discesa dei passeggeri.
Recentemente Lambrugo-Lurago è stata provvista di nuovi sistemi di teleindicazione.

## Servizi
- Biglietteria automatica
- Parcheggio di scambio
- Accessibilità disabili accompagnati
- Servizi igienici
- Sala di attesa
- Distributori automatici di snack e bevande
- Stazione video sorvegliata

## Movimento
Seguendo l'orario feriale aggiornato al 14 dicembre 2023, il servizio su questa fermata si articola in questo modo:
- prima corsa (in autobus, con cambio a Seveso) per Milano Cadorna ore 05.13; primo treno diretto ore 05.56; ultimo treno ore 20.56; ultimo autobus ore 21.57 (con cambio a Seveso)
- prima corsa (in treno nei festivi, in autobus nei feriali) per Asso ore 07.05; ultimo treno ore 22.05; ultimo autobus ore 00.05
- Il tempo di percorrenza medio è 53 minuti (37 km, velocità media = 41,1 km/ora)

Il costo dei biglietti di corsa semplice è di 3,75 € per Milano e 2,00 € per Asso.
A maggio 2024, la stazione è servita dai regionali Milano-Asso e Milano-Erba, con cadenzamento almeno orario per tutto il giorno, oltre che diversi rinforzi alla mezz'ora, per un totale di 25 coppie di treni per giorno feriale e 19 per giorno festivo, oltre che alcune corse con autobus sostitutivi in tarda serata, in coincidenza a Seveso o Mariano Comense con i treni provenienti da o diretti a Milano.

## Interscambi
Nella stazione è presente un ampio parcheggio per agevolare lo scambio gomma-ferro.